# Trofeo Santiago Bernabéu 2012
Fue la XXXIV edición del Trofeo Santiago Bernabéu, torneo organizado por el Real Madrid y disputado en el Bernabéu. El partido se jugó el día 26 de septiembre de 2012 en el Estadio Santiago Bernabéu y el resultado terminó 8 - 0 a favor del equipo anfitrión siendo su primer triunfo frente a Millonarios Fútbol Club y el resultado más abultado de la historia del certamen.
El encuentro tuvo además un carácter especial para el presidente honorario del club madrileño, Alfredo Di Stéfano, ya que antes de fichar por el Real Madrid C. F. jugó en el equipo colombiano, llamado en la época «El Ballet Azul».
Entre otros sucesos a destacar, antes del inicio del encuentro, se guardó un minuto de silencio en memoria de Alonso Ezquerra, alevín del Real Madrid.